# War Dance (film)
War Dance è un documentario del 2007 diretto da Sean Fine e Andrea Nix candidato al premio Oscar al miglior documentario.